# Into the Sun
Into the Sun es una película dirigida por Christopher Morrison en 2005, y protagonizada por Steven Seagal.
Sony estrenó Into the Sun en cines en Japón el 26 de noviembre de 2005 y recaudó 164.762 dólares. En Estados Unidos, se estrenó directamente en vídeo el 15 de febrero de 2005.

## Argumento
Después de que el gobernador de Tokio es asesinado por miembros de la yakuza, el jefe de la oficina de la CIA en Tokio contacta al agente Travis Hunter, quien fue criado en Japón y entrenado por un ex yakuza. Gracias a su antigua red, rápidamente se da cuenta de que se está gestando una guerra entre la antigua guardia yakuza y Kuroda, un nuevo y ambicioso líder, que mantiene relaciones con las tríadas chinas.
Luchando junto a los leales, matando o abandonando a los heridos a su suerte, Hunter se abre camino hacia los miembros más influyentes de la pandilla.

## Reparto
- Steven Seagal como Travis Hunter
- Matthew Davis como Sean
- Takao Osawa como Kuroda
- Eddie George como Jones
- William Atherton como Agent Block
- Juliette Marquis como Jewel
- Kōsuke Toyohara como Fudo-Myô Ô
- Akira Terao como Matsuda
- Chiaki Kuriyama como Ayako